# Galepsus nyassensis
Galepsus nyassensis är en bönsyrseart som beskrevs av Giglio-tos 1911. Galepsus nyassensis ingår i släktet Galepsus och familjen Tarachodidae. Inga underarter finns listade i Catalogue of Life.